# ウィツィリウィトル
ウィツィリウィトル（ナワ語群: Huitzilihuitl ナワトル語発音: [wit͡siˈliʔwit͡ɬ] ( 音声ファイル)、1370年代-1417年ごろ）、またはウィツィリウィツィン（Huitzilihuitzin）はテノチティトラン第2代のトラトアニ（統治者）である（在位1396年-1417年、別資料では1390年-1410年）。
ウィツィリウィトルとは文字通りには「ハチドリ(huitzilin)の羽(ihhuitl)」を意味する。

## 生涯

### 家族と幼少期
ウィツィリウィトルはテノチティトランに生まれた。メシカの初代トラトアニであるアカマピチトリとその妻のテスカトラン・ミヤワツィンの子であり、後に第4代トラトアニとなったイツコアトルとは腹違いの兄弟にあたる。母方の祖父はアカシトリ（テノチティトランの町の建設者のひとり）であった。
16歳のときに父が死亡し、テノチティトランの指導者・戦士・神官たちはウィツィリウィトルをその後継者に選んだ。当時メシカはテパネカの都市国家アスカポツァルコに朝貢していた。

### 治世
ウィツィリウィトルは優れた政治家であり、父の政策をついで近隣の都市と同盟を結んだ。彼はトラトカン(tlatocan)という王室議会を設立し、各トラトアニの統治の初期、まだ経験の浅い新王を4人の終身選挙人が輔佐する制度を定めた。

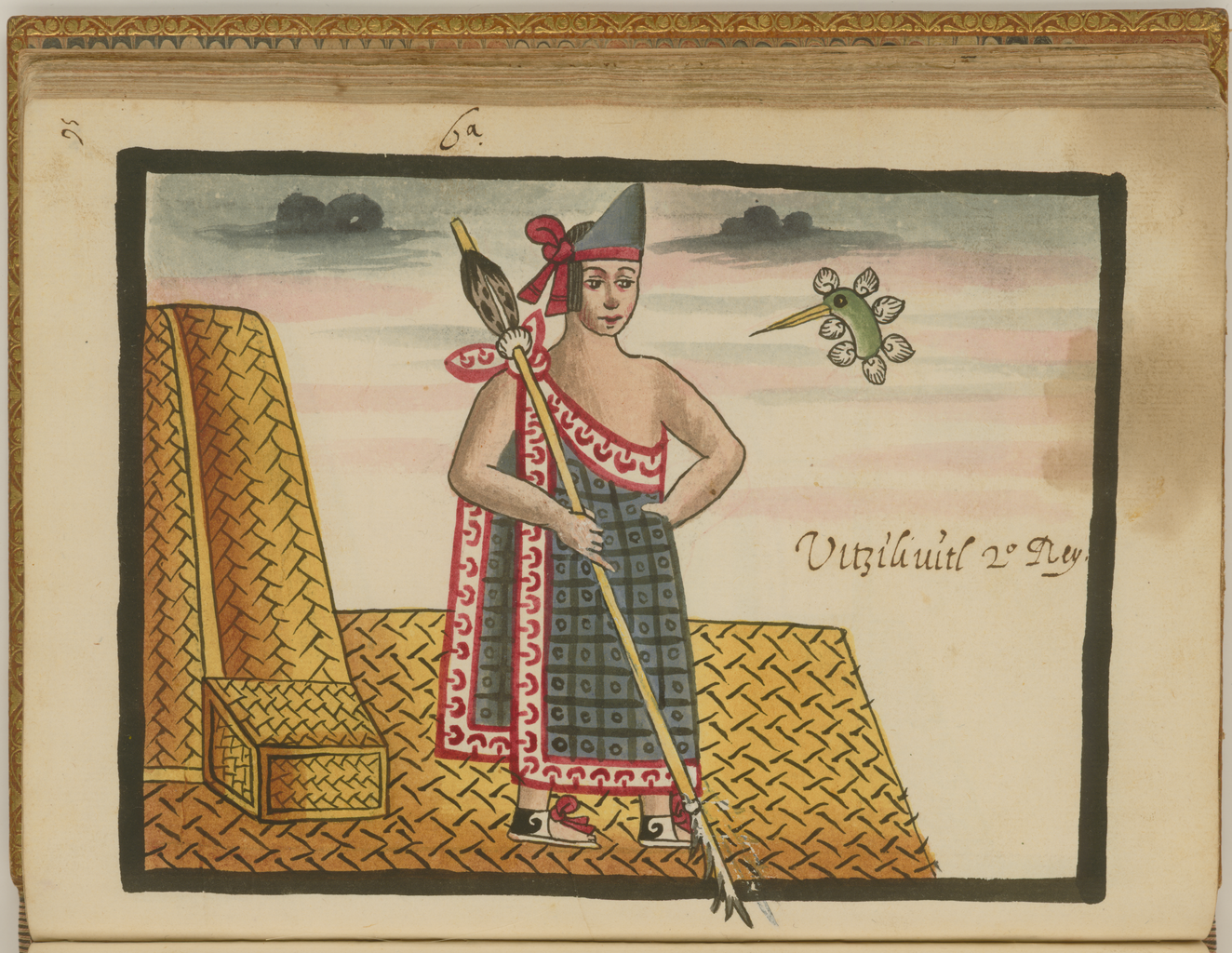
ラミレス絵文書に描かれたウィツィリウィトル

ウィツィリウィトルは強大なアスカポツァルコのトラトアニであるテソソモクの娘のアヤウシワトルと結婚し、朝貢の量を儀礼的な水準まで引き下げることを得た。子のチマルポポカが後に父をついで第3代トラトアニになった。アヤウシワトルの没後、ウィツィリウィトルはミアワシウィトルと再婚し、彼女の生んだモクテスマ1世もまた第5代トラトアニとして後をついだ。
ウィツィリウィトルの時代に織物産業が成長し、テノチティトランだけでなくアスカポツァルコやクァウナワクにも綿布を提供した。メシカはもはやアヤテ、すなわちアガベの繊維から作った粗い服を着る必要はなくなり、柔らかい、染められた木綿の服を着ることができるようになった。
ウィツィリウィトルはまた町に飲料水を引きこもうとして、湖の外から塩湖を越えて島へ水を通そうとした。しかし貴族たちが費用がかかるとして反対したため、計画を実現することはできなかった。ウィツィリウィトルは島の岩の上に砦を建てた。
1409年、テスココの統治者であるテチョトララが死に、イシュトリルショチトル1世が襲位した。その後イシュトリルショチトルとテソソモクの関係は悪化し、1416年ごろには敵対するようになった。ウィツィリウィトルは娘のマトラルチワツィンをイシュトリルショチトルに嫁がせていたにもかかわらず、義理の父の側についてテスココと戦った。ウィツィリウィトルはテソソモクを助けるかわりに戦利品を得、またテノチティトラン周辺の湖のカヌーによる交通からも利益を得た。

### 死
ウィツィリウィトルはおそらくアスカポツァルコとテスココの戦争が終わる以前の1417年に没した。彼の子であるチマルポポカが後継者として即位し、テソソモクとアスカポツァルコの支援を続けた。